# Péter Bod
Péter Bod (Cernat, 22 febbraio 1712 – Magyarigen, 2 marzo 1769) è stato uno scrittore e storico ungherese.

## Biografia

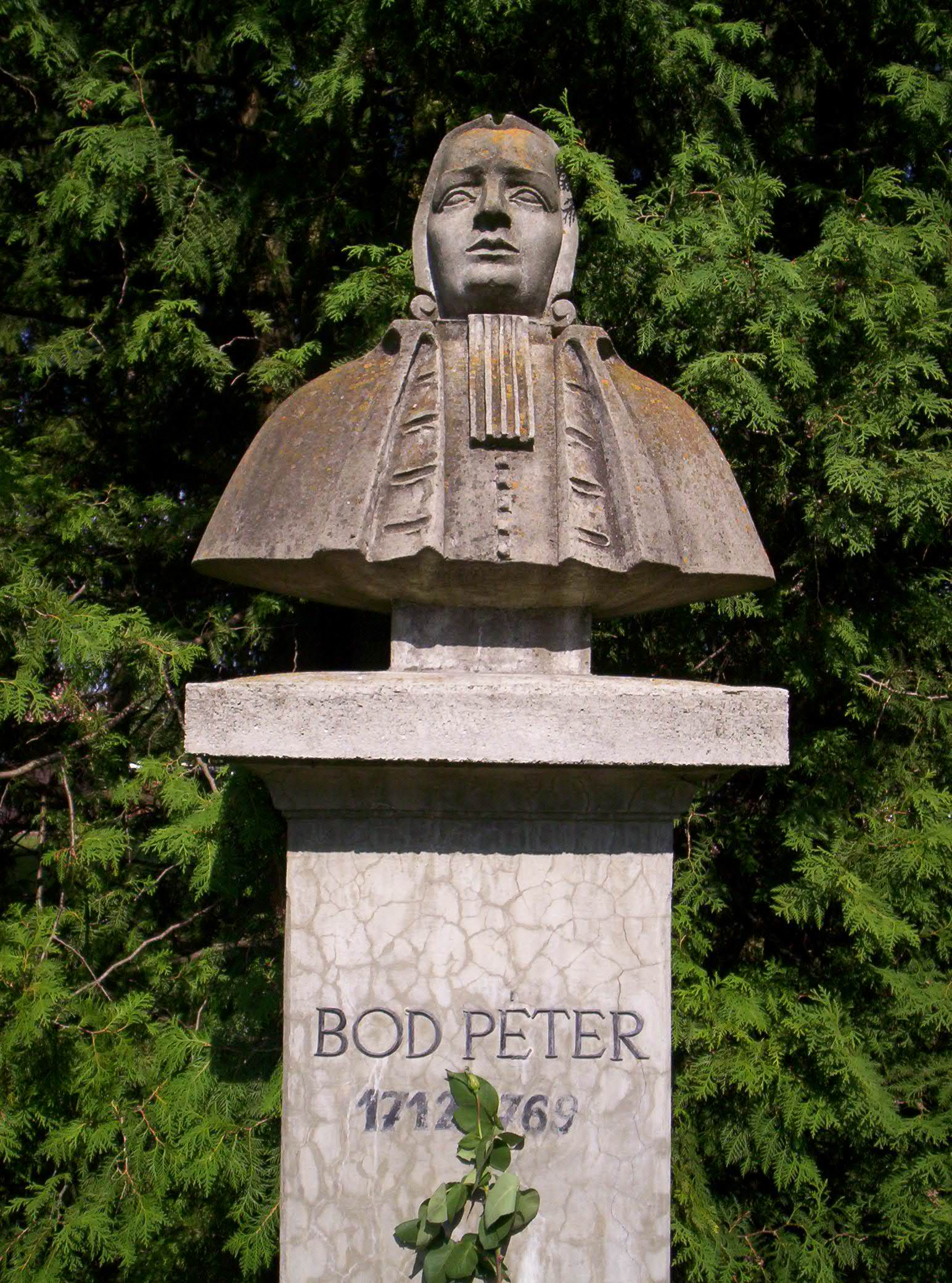
Statua di Péter Bod al Museo etnografico Haszmann Pál di Cernat

Péter Bod, sacerdote protestante ungherese, storico e autore che scrisse la prima opera di storia letteraria in ungherese.
Bod apparteneva ad una famiglia nobile decaduta.
Dopo aver frequentato le scuole in Ungheria, ottenne una borsa di studio per studiare teologia protestante all'Università di Leida nei Paesi Bassi.
Al suo ritorno in Ungheria, venne nominato pastore protestante a Magyarigen, sotto la protezione dei conti Teleki, in una fase storica problematica, per i contrasti tra i calvinisti della Transilvania, la corte imperiale asburgica e la Chiesa cattolica romana e i loro atti repressivi.
Bod scrisse alcuni racconti apprezzati presso i suoi contemporanei, una raccolta di aneddoti e di esempi e importanti opere di storia ecclesiastica, quasi tutte riguardanti anche la storia letteraria.
Gli scritti di Bod sul diritto canonico e sulla storia della chiesa si dimostrarono un'arma preziosa in questo conflitto e per questo motivo furono censurati.
Magyar Athenas, il suo lessico di storia letteraria e accademica, che risultò la prima enciclopedia letteraria in lingua ungherese (preceduto solamente dallo Specimen di Dávid Czvittinger, che però fu scritto anche in latino, nel 1711), fu pubblicato nel 1766. Risultò un'ampia collezione di informazioni dettagliate su oltre cinquecento poeti, scrittori e studiosi ungheresi e transilvani,fra i quali, conformemente alle tendenze contemporanee, prevalgono gli scrittori di argomenti religiosi e scientifici, mentre poeti e drammaturghi sono molto meno considerati e apprezzati.
Tra le altre sue opere si ricordano un lessico biblico che ebbe successo in Ungheria, intitolato Dizionario ungherese guida all'intelligenza della Sacra Scrittura (Szent Irás' értelmére vezérlő magyar Leksikon, 1746), una Historia Unitariorum in Transylvania (postuma, 1776) e una Historia Ungarorum ecclesiastica (3 volumi, postuma 1888-1890).
I suoi dati bio-bibliografici si basarono su ampie ricerche personali in archivi e così molte volte hanno tuttora valore di fonte.

## Opere
- Dizionario ungherese guida all'intelligenza della Sacra Scrittura (Szent Irás' értelmére vezérlő magyar Leksikon, 1746);
- Magyar Athenas (1766);
- Historia Unitariorum in Transylvania (postuma, 1776);
- Historia Ungarorum ecclesiastica (3 volumi, postuma 1888-1890).